# Lijst van Alarmschijven in 2023
Deze hits waren in 2023 Alarmschijf op Qmusic:
| Nr.  | Datum   | Artiest                                          | Titel                                 | Hoogste positie in Top 40 | Aantal weken | Aantal punten |
| ---- | ------- | ------------------------------------------------ | ------------------------------------- | ------------------------- | ------------ | ------------- |
| 2747 | Week 1  | Felix Jaehn & Ray Dalton                         | Call It Love                          | 6                         | 28           | 612           |
| 2748 | Week 2  | Suzan & Freek                                    | Slapeloosheid                         | 7                         | 18           | 490           |
| 2749 | Week 3  | Miley Cyrus                                      | Flowers                               | 1 (16 weken)              | 27           | 908           |
| 2750 | Week 4  | Stephen Sanchez & Em Beihold                     | Until I Found You                     | 16                        | 15           | 239           |
| 2751 | Week 5  | P!nk                                             | Trustfall                             | 7                         | 27           | 680           |
| 2752 | Week 6  | The Kid Laroi                                    | Love Again                            | 23                        | 8            | 88            |
| 2753 | Week 7  | Lauren Spencer-Smith                             | Best Friend Breakup                   | 37                        | 2            | 8             |
| 2754 | Week 8  | Niall Horan                                      | Heaven                                | 8                         | 20           | 477           |
| 2755 | Week 9  | Linkin Park                                      | Lost                                  | 37                        | 6            | 19            |
| 2756 | Week 10 | Mia Nicolai & Dion Cooper                        | Burning Daylight                      | 21                        | 11           | 147           |
| 2757 | Week 11 | Calvin Harris & Ellie Goulding                   | Miracle                               | 2                         | 24           | 760           |
| 2758 | Week 12 | Duncan Laurence                                  | Skyboy                                | 26                        | 9            | 79            |
| 2759 | Week 13 | Ed Sheeran                                       | Eyes Closed                           | 8                         | 21           | 535           |
| 2760 | Week 14 | Claude                                           | Layla                                 | 8                         | 17           | 385           |
| 2761 | Week 15 | David Guetta, Anne-Marie & Coi Leray             | Baby Don't Hurt Me                    | 5                         | 19           | 514           |
| 2762 | Week 16 | Libianca feat. Cian Ducrot                       | People (Remix)                        | 1 (3 weken)               | 23           | 731           |
| 2763 | Week 17 | Post Malone                                      | Chemical                              | 3                         | 29           | 801           |
| 2764 | Week 18 | Lewis Capaldi                                    | Wish You the Best                     | 16                        | 16           | 285           |
| 2765 | Week 19 | Ed Sheeran                                       | Curtains                              | 22                        | 7            | 84            |
| 2766 | Week 20 | Nothing but Thieves                              | Overcome                              | 6                         | 35           | 774           |
| 2767 | Week 21 | Kris Kross Amsterdam, Sofía Reyes & Tinie Tempah | How You Samba                         | 1 (4 weken)               | 22           | 672           |
| 2768 | Week 22 | Dua Lipa                                         | Dance the Night                       | 1 (4 weken)               | 24           | 659           |
| 2769 | Week 23 | Donnie & Chantal Janzen                          | Schultenbräu                          | 7                         | 8            | 203           |
| 2770 | Week 24 | OneRepublic                                      | Runaway                               | 6                         | 22           | 542           |
| 2771 | Week 25 | Rondé                                            | Break My Heart                        | 9                         | 22           | 474           |
| 2772 | Week 26 | Tiësto                                           | Drifting                              | 16                        | 17           | 266           |
| 2773 | Week 27 | Alok & Ava Max                                   | Car Keys (Ayla)                       | 10                        | 25           | 491           |
| 2774 | Week 28 | Kylie Minogue                                    | Padam Padam                           | 18                        | 13           | 191           |
| 2775 | Week 29 | Anne-Marie & Shania Twain                        | Unhealthy                             | 2                         | 32           | 861           |
| 2776 | Week 30 | Sera                                             | Best Friend                           | 36                        | 10           | 42            |
| 2777 | Week 31 | Calvin Harris & Sam Smith                        | Desire                                | 6                         | 24           | 612           |
| 2778 | Week 32 | Bebe Rexha & David Guetta                        | One in a Million                      | 13                        | 22           | 370           |
| 2779 | Week 33 | Chef'Special                                     | Miracles                              | 25                        | 22           | 197           |
| 2780 | Week 34 | Teddy Swims                                      | Lose Control                          | 2                         | 32           | 949           |
| 2781 | Week 35 | Miley Cyrus                                      | Used to Be Young                      | 22                        | 10           | 130           |
| 2782 | Week 36 | Luke Combs                                       | Fast Car                              | 13                        | 12           | 218           |
| 2783 | Week 37 | Suzan & Freek & Claude                           | Vas-y (ga maar)                       | 5                         | 19           | 475           |
| 2784 | Week 38 | Tate McRae                                       | Greedy                                | 1 (15 weken)              | 26           | 878           |
| 2785 | Week 39 | Alok, The Chainsmokers & Mae Stephens            | Jungle                                | 14                        | 19           | 371           |
| 2786 | Week 40 | Kane                                             | What Are You Waiting For?             | 33                        | 5            | 27            |
| 2787 | Week 41 | Kris Kross Amsterdam, Sera & Conor Maynard       | Stay (Never Leave)                    | 3                         | 22           | 614           |
| 2788 | Week 42 | Son Mieux                                        | Tonight                               | 3                         | 25           | 686           |
| 2789 | Week 43 | Marshmello, P!nk & Sting                         | Dreaming                              | 17                        | 14           | 199           |
| 2790 | Week 44 | Loreen                                           | Is It Love                            | 6                         | 21           | 489           |
| 2791 | Week 45 | Noah Kahan                                       | Stick Season                          | 1 (7 weken)               | 29           | 915           |
| 2792 | Week 46 | Dua Lipa                                         | Houdini                               | 2                         | 23           | 743           |
| 2793 | Week 47 | David Guetta & Kim Petras                        | When We Were Young (The Logical Song) | 5                         | 22           | 630           |
| 2794 | Week 48 | Dean Lewis                                       | Trust Me Mate                         | 13                        | 16           | 324           |
| 2795 | Week 49 | P!nk                                             | All Out of Fight                      | 12                        | 14           | 259           |
| 2796 | Week 50 | Jungkook                                         | Standing Next to You                  | 24                        | 6            | 82            |
| 2797 | Week 51 | Teddy Swims                                      | The Door                              | 6                         | 28           | 739           |
| 2798 | Week 52 | Sera & Younotus                                  | I Can't Be the Only One               | 27                        | 12           | 106           |

1969 ·
1970 ·
1971 ·
1972 ·
1973 ·
1974 ·
1975 ·
1976 ·
1977 ·
1978 ·
1979 ·
1980 ·
1981 ·
1982 ·
1983 ·
1984 ·
1985 ·
1986 ·
1987 ·
1988 ·
1989 · 
1990 · 
1991 · 
1992 · 
1993 · 
1994 · 
1995 · 
1996 · 
1997 · 
1998 · 
1999 · 
2000 · 
2001 · 
2002 · 
2003 · 
2004 · 
2005 · 
2006 · 
2007 · 
2008 · 
2009 ·
2010 ·
2011 ·
2012 ·
2013 ·
2014 ·
2015 ·
2016 ·
2017 ·
2018 ·
2019 ·
2020 ·
2021 ·
2022 ·
2023 ·
2024 ·
2025